# Oldřich Vlach
Oldřich Vlach (* 3. Juli 1941 in Bezděkov u Klatov) ist ein tschechischer Schauspieler.

## Leben und Wirken
Oldrich Vlach absolvierte seine Schauspielausbildung bis 1963 am Prager Konservatorium. Seine schauspielerischen Anfänge hatte er am Theater, wo er beispielsweise in Stücken von William Shakespeare oder Friedrich Dürrenmatt auf der Bühne stand.
Vlach ist seit 1964 als Schauspieler vor der Kamera tätig und hat bislang in mehr als 270 Film- und Fernsehproduktionen mitgewirkt, womit er bis heute einer der produktivsten tschechischen Schauspieler ist. Während er zu Beginn seiner Karriere noch in Nebenrollen besetzt wurde, konnte er sich später als Charakterdarsteller beweisen und etablieren. Er ist zudem als Synchronsprecher für Animationsfilme und Zeichentrickfilme aktiv.
Vlach ist verheiratet und lebt in Prag.

## Filmografie (Auswahl)
- 1980: Die Kriminalfälle des Majors Zeman (30 případů majora Zemana, Fernsehserie, 1 Folge)
- 1986: Eine zauberhafte Erbschaft (Čarovné dědictví)
- 1986: Rosa Luxemburg
- 1986: Heimat, süße Heimat (Vesničko má středisková)
- 1987: Prinzessin Julia (O zatoulané princezne)
- 1989: Reise nach Südwest (Cesta na jihozápad)
- 1991: Das Geheimnis der weißen Hirsche (Území bílých králů, Fernsehserie, 7 Folgen)
- 1999: Alle meine Lieben (Všichni moji blízcí)
- 2006: Ich habe den englischen König bedient (Obsluhoval jsem anglického krále)
- 2011: Saxana und die Reise ins Märchenland (Saxána a Lexikon kouzel)
- 2016: Wasteland – Verlorenes Land (Pustina, Fernsehserie, 7 Folgen)